# 이고리 이바노프

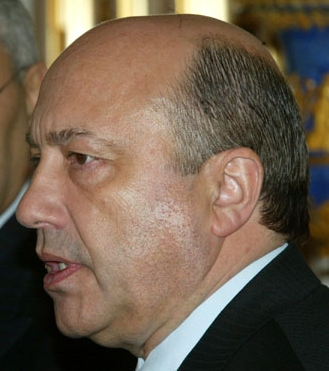
이고리 이바노프

이고리 세르게예비치 이바노프(러시아어: Игорь Сергеевич Иванов, 문화어: 이고리 쎄르게예비치 이와노브, 1945년 9월 23일~)는 러시아의 정치인이다. 1998년부터 2004년까지 러시아 연방의 외교부 장관, 2004년부터 2007년까지 러시아 연방 안전보장회의의 사무총장을 지냈다.